# Conservatoire de musique de Genève
Il Conservatoire de musique de Genève è il conservatorio musicale della città di Ginevra e venne fondato nel 1835 dal finanziere e mecenate François Bartholoni, ed il primo conservatorio della Svizzera.

## Struttura
Il conservatorio comprende due scuole. L'EM (école de musique) destinata a coloro i quali studiano la musica per diletto, e l'HEM (haute école de musique) destinata a coloro i quali studiano musica per farne la loro professione.
Il conservatorio è una fondazione di diritto privato ed è sovvenzionato dal Département de l'instruction publique del Cantone di Ginevra, e dalla città di Ginevra.